# Drive This Seven Inch Wooden Stake Through My Philadelphia Heart
Drive This Seven Inch Wooden Stake Through My Philadelphia Heart (traducido como Conduce esta estaca de madera de siete pulgadas a través de mi corazón de Filadelfia) es un álbum compilatorio de la banda de post-hardcore Ink & Dagger, lanzado en mayo del 1997.
Inicialmente se estrenó como un vinilo 7" de cuatro canciones, registradas el 14 y 15 de septiembre de 1996. A su vez, su edición CD incluyó cinco canciones de su EP anterior, y la canción "Crawler", grabada para la compilación Silver Five Inch Collection Vol. I del fanzine estadounidense "Extent".
En su promoción, la banda estuvo de gira desde marzo a mayo del 1997 por Estados Unidos, junto a Botch y Nineironspitfire.
En 2013, el sello Six Feet Under lanzó la versión 7" como descarga digital.

## Listado de canciones
7" (Lado A)
| N.º | Título             | Duración |  |
| 1.  | «The Road To Hell» | 3:35     |  |
| 2.  | «Shadowtalker»     | 2:24     |  |

7" (Lado B)
| N.º | Título        | Duración |  |
| 3.  | «Caretaker»   | 1:38     |  |
| 4.  | «Full Circle» | 2:36     |  |

CD
| CD  |                       |          |  |
| N.º | Título                | Duración |  |
| 5.  | «The Changeling»      | 2:27     |  |
| 6.  | «Frigid Shortcomings» | 1:47     |  |
| 7.  | «Newspaper Tragedy»   | 1:13     |  |
| 8.  | «Bloodlust»           | 2:47     |  |
| 9.  | «My Lady Love»        | 2:26     |  |
| 10. | «Crawler»             | 2:02     |  |

## Créditos
| Banda - Sean McCabe – voces - Don Devore – guitarras - Jorge Gonzalez – guitarras - Ashli State – bajo (tracks 1–4) - Eric Wareheim – bajo (tracks 5–9) - Ryan Mclaughlin – batería, percusión (solo acreditado) - Terence Yerves – batería, percusión, ingeniero de sonido (tracks 1–4) - Dave Wagenshutz – batería, percusión (tracks 5–9) | Producción - The Almighty Ink & Dagger – producción, mezcla - K. Scott Ritcher – diseño - Chris P. – fotografía - Chris Higdon – fotografía - Justin Moulder – fotografía |